# Transformers 3
Transformers 3 (Transformers: Dark of the Moon), noto anche come Transformers - Il buio della luna, è un film del 2011 diretto da Michael Bay.
Il film è il terzo capitolo della serie cinematografica dedicata ai Transformers, iniziata con Transformers e Transformers - La vendetta del Caduto e proseguita con Transformers 4 - L'era dell'estinzione e Transformers - L'ultimo cavaliere.
È stato candidato a tre premi Oscar, per i miglior effetti speciali, per il miglior montaggio sonoro e infine per il miglior sonoro; categorie vinte da Hugo Cabret.

## Trama
Nel periodo conclusivo della guerra tra le due fazioni aliene Autobot e Decepticon che portò alla distruzione di Cybertron, una astronave Autobot chiamata Arca tentò di lasciare l'orbita del pianeta carica di un'arma segreta che avrebbe potuto rivoluzionare le sorti del conflitto. La nave aliena fu però attaccata dai Decepticon e si schiantò sulla Luna, quando sulla Terra era il 1961. Gli statunitensi organizzarono così il programma spaziale Apollo e gli astronauti Aldrin e Armstrong che raggiunsero il satellite otto anni dopo vi trovarono i resti della grande nave Autobot, con all'interno molti robot senza vita. Era una missione segreta organizzata anche dai russi, i quali però non mandarono uomini sulla Luna.
2012: a Chernobyl, la squadra NEST trova un particolare dispositivo alieno che Optimus Prime identifica come un pezzo del motore dell'Arca. Il sopralluogo dei militari viene però interrotto dall'attacco del Decepticon Shockwave, insieme al gigantesco robot tentacolare Driller. Messo in fuga il nemico, Optimus pretende spiegazioni dal governo sul perché gli umani fossero in possesso di un congegno alieno: i russi recuperarono il pezzo del motore della nave dalla Luna, lo studiarono e lo imbrigliarono a Chernobyl, ma quando cercarono di usarlo come materiale fissile provocarono il disastro del 1986. Optimus e Ratchet conducono quindi una missione di recupero sul lato della Luna nascosto alla Terra, dove trovano il corpo di Sentinel Prime, leader degli Autobot prima di Optimus, che viene portato sulla Terra. Contemporaneamente, i Decepticons (riparati in Africa per nascondersi dai loro nemici) sembrano monitorare le azioni degli Autobots tramite Soundwave, e anche il fatto che Prime trovasse il motore dell'Arca faceva parte del loro piano. Megatron ordina a Soundwave di eliminare i suoi collaboratori umani e questi invia il suo fedele Minicon assassino Laserbeak a uccidere una serie di persone che in qualche modo erano implicate nel complotto Decepticon per nascondere l'esistenza dell'Arca fino a quel momento.
Sam Witwicky ha rotto con Mikaela e ha conosciuto Carly. I due vivono a Washington insieme a due piccoli Autobot, Wheelie e Brains. Mentre Carly lavora per Dylan Gould, un ricco uomo d'affari e collezionista, Sam ha appena trovato lavoro nel reparto di smistamento postale di un'azienda. Un giorno, Sam viene attaccato al lavoro dal Decepticon Laserbeak e, riuscito a fuggire, si reca alla base del NEST per informare gli Autobot e i militari. Tuttavia, la direttrice della Sicurezza Nazionale, Charlotte Mearing, non gli consente di partecipare direttamente alle missioni contro i malvagi Decepticon. Intanto, Sentinel Prime è stato riportato in vita dalla Matrice del Comando di Optimus Prime. Sentinel svela che la sua nave conteneva centinaia di pilastri per un ponte spaziale, una tecnologia da lui stesso inventata che avrebbe potuto salvare la propria razza: un congegno capace di teletrasportare qualsiasi cosa anche a distanza intergalattica. Sono stati recuperati soltanto cinque pilastri, custoditi e tenuti nascosti dagli umani.
Sam si rivolge così a Simmons, ora diventato ricco dopo aver scritto un libro sugli alieni e sulle battaglie da lui affrontate contro i Decepticon. Accompagnati da Bumblebee, Sideswipe e Dino (Mirage), Sam e Simmons interrogano due ex scienziati sovietici che si erano occupati dei rilevamenti lunari concorrendo direttamente con gli Stati Uniti. Con il lancio del Luna 4 nel 1963, i russi scoprirono che strane rocce metalliche erano state nascoste sul lato nascosto della Luna. In realtà le rocce metalliche altro non erano che i numerosi pilastri di Sentinel Prime, rubati in precedenza dai Decepticon. Il piano del nemico è così scoperto: i Decepticon vogliono utilizzare il ponte spaziale di Sentinel Prime per vincere la guerra. Mentre stanno tornando alla base del NEST per riferire tutto alla Mearing, gli Autobot vengono attaccati dai Dreads, un trio di ferocissimi Decepticon che vengono uccisi dopo una lunga corsa in autostrada e tra le vie di Washington da Ironhide e Sideswipe.
Adesso la priorità è difendere Sentinel Prime dai Decepticon, che hanno bisogno di lui per far funzionare il ponte spaziale. Ma all'improvviso, il vecchio leader fa una clamorosa dichiarazione, rivelando di aver fatto un patto con il capo dei Decepticons, Megatron, tradendo gli Autobots all'epoca della fuga da Cybertron. Scopo del patto era consolidare un'intesa e ricostruire la propria patria: la Terra risulta essere un pianeta ideale, dove poter trovare molte risorse e miliardi di schiavi umani. Il primo a fare i conti con il tradimento di Sentinel Prime è Ironhide, che viene ucciso. Dopo aver devastato la base del NEST, l'ex leader degli Autobots ruba i pilastri recuperati dall'Arca e scappa senza ostacoli. La sera, Sam irrompe ad una cena tra Carly e Dylan, durante la quale il ragazzo scopre che la macchina regalata da Dylan alla ragazza è in realtà Soundwave, che prende in ostaggio Carly. Dylan si scopre essere un complice dei Decepticons e comanda a Sam di chiedere ad Optimus Prime quale sarà la strategia che gli Autobots seguiranno. Con i pilastri di Sentinel Prime, viene creato un ponte spaziale e vengono trasportati sulla Terra centinaia di Decepticons. Sentinel Prime offre ai leader del pianeta la salvezza in cambio dell'esilio degli Autobots: i Decepticons preleveranno le risorse a loro necessarie per poi andarsene. La verità è in realtà un'altra: Sentinel Prime e Megatron hanno intenzione di costruire sulla Terra una nuova colonia di Cybertron. La proposta di Sentinel viene accettata, e gli Autobots vengono costretti a lasciare il pianeta.
L'astronave su cui gli Autobot viaggiano, la Xantium, viene però attaccata e distrutta da Starscream. Senza più ostacoli, i Decepticons possono così compiere il proprio piano: grazie alla tecnologia di Sentinel Prime, comincia il processo di avvicinamento del pianeta Cybertron alla Terra. I Decepticons assaltano per prima Chicago, isolandola ed assediandola, facendo strage di persone sotto lo sguardo compiaciuto di Megatron e la gelida indifferenza di Sentinel Prime. Improvvisamente giungono nella città gli Autobots al completo, che si erano separati dalla Xantium prima dell'attacco di Starscream. Ha così inizio la Battaglia di Chicago, Anche Sam e i soldati di Epps si presentano in città, con l'obiettivo non solo di salvare la ragazza di Sam, Carly, dalle grinfie di Dylan, nascostosi nella Trump Tower, ma anche di distruggere il "pilastro di controllo", che sostiene tutti gli altri pilastri e senza il quale non è possibile attivare il ponte spaziale. In città arrivano anche i militari di Lennox a supporto dei robot. Appena gli Autobots e l'esercito giungono in città, tuttavia, vengono assaliti da Shockwave e il suo temibile Driller che riesce a separare Optimus Prime dal suo rimorchio, che contiene le parti donategli da Jetfire nel secondo film, senza il quale Prime non può volare. Optimus, conscio che Shockwave non può seguirli tutti insieme se si dividono, ordina ai Wreckers, il gruppo di Autobots al suo comando più feroce e distruttivo, di creare un diversivo per distrarre Shockwave così da permettere ai loro alleati di fuggire in punti strategici.
Dopo aver salvato Carly e ucciso Laserbeak, Sam riesce ad uccidere Starscream, grazie alle armi innovative fornitegli da Que (Wheeljack/Saetta). Il salvataggio, però, rischia di tramutarsi in tragedia quando l'edificio dove Sam, Carly, Epps e le sue truppe si sono rifugiati, viene assalito dal Driller comandato da Shockwave, il quale stritola nelle sue spire il grattacielo tagliandolo in due. Gli umani sembrano spacciati ma per loro fortuna Optimus Prime ha recuperato il suo sistema di volo e se ne serve subito per affrontare e distruggere il Driller. Furioso per la perdita della sua più potente creazione, Shockwave colpisce Optimus con un devastante colpo del suo gigantesco cannone/braccio facendo perdere quota a Prime che rimane impigliato tra i cavi di costruzione di un edificio. I Wreckers, tuttavia, se ne accorgono e si lanciano in soccorso del loro leader.
Nel frattempo però, quattro Autobots vengono fatti prigionieri da un gruppo di Decepticons e Dylan, furioso per il salvataggio di Carly, suggerisce a Soundwave di non fare prigionieri, ma soltanto di uccidere: Soundwave accoglie con gioia la proposta. Sam e Carly, tra le lacrime, vedono i Decepticons giustiziare brutalmente Que, mentre anche gli altri Autobot assistono impotenti. Mentre Sam resta impietrito dinnanzi all'imminente esecuzione di Bumblebee, Wheelie e Brains salvano la situazione a discapito della loro vita: infiltratisi su una grossa nave Decepticon, riescono a sabotarla ed a farla precipitare, distraendo i robot e permettendo agli Autobot di ribellarsi e a Bumblebee di distruggere Soundwave. Intanto diversi altri Decepticons, colti di sorpresa dai militari di Lennox vengono uccisi dall'alleanza degli umani e dei Wreckers.
Nonostante l'intervento in massa delle ultime truppe, la battaglia tra Autobots e Decepticons è in stallo e Sentinel Prime, al sicuro sopra un edificio, ha terminato di attivare il ponte spaziale che apre un portale sopra l'orbita terrestre da cui fuoriesce addirittura lo stesso pianeta Cybertron. L'obbiettivo dei Decepticons è infatti di rigenerare Cybertron facendogli assorbire direttamente l'energia del pianeta Terra per poi distruggerlo una volta svuotato delle sue risorse (ma non prima di aver trasportato la razza umana su Cybetron, così da usarli come schiavi per ricostruire tutto ciò che la guerra ha distrutto). Nel momento di massima disperazione, Optimus Prime si precipita sul campo di battaglia e fa strage di decine di nemici per poi finire lo stesso Shockwave e distruggere anche il pilastro centrale disattivando così il ponte spaziale e trattenendo Cybertron a metà tra il passaggio e l'orbita terrestre.
Optimus Prime ingaggia una dura battaglia contro Sentinel Prime intenzionato a riattivare il pilastro centrale. Mentre i due Prime combattono, Sam trova Dylan e dopo una breve lotta corpo a corpo lo uccide mandandolo contro il pilastro di controllo (da questi precedentemente riattivato), che lo folgora. Nel caos generale, Carly scova Megatron tra le macerie della città e gli fa notare ciò che sta realmente accadendo: Sentinel Prime sta cercando di sottrargli il potere e l'esercito e, sconfitti gli Autobots, nessuno potrebbe ostacolarlo. Alla fine, Bumblebee riesce a distruggere il pilastro di controllo una volta per tutte, facendo collassare il ponte spaziale e distruggendo Cybertron. Intanto, Optimus Prime ha la peggio nello scontro con Sentinel Prime, anche indebolito dall'attacco dei rinforzi Decepticons, poi distrutti dall'intervento dell'Aeronautica militare. Optimus continua ad opporre resistenza, ma sta per essere giustiziato da Sentinel, che l'ha sopraffatto staccandogli anche un braccio: solo il provvidenziale intervento di Megatron, che si scaglia contro Sentinel per indebolirlo e riottenere il comando, salva Optimus da una fine prematura. Senza nessuno a poter interferire, i due rivali di sempre, Megatron e Optimus Prime, si affrontano nello scontro decisivo: il primo propone all'Autobot di fare un nuovo patto ma Optimus, consapevole che proprio un'azione del genere è stato il primo passo di Sentinel verso la corruzione, uccide il Decepticon staccandogli la testa con un'ascia. Sentinel, ridotto in fin di vita, cerca di giustificare il suo tradimento, ma viene anch'esso terminato dall'ormai unico Prime rimasto. La pace torna finalmente sulla Terra e gli Autobots rimangono i custodi della libertà sul pianeta.
Terminata la guerra, Simmons, su una sedia a rotelle dopo l'attacco dei Dreads, bacia la Mearing, che ordina di farlo arrestare, ma lui afferma che andrà in prigione volentieri.

## Personaggi

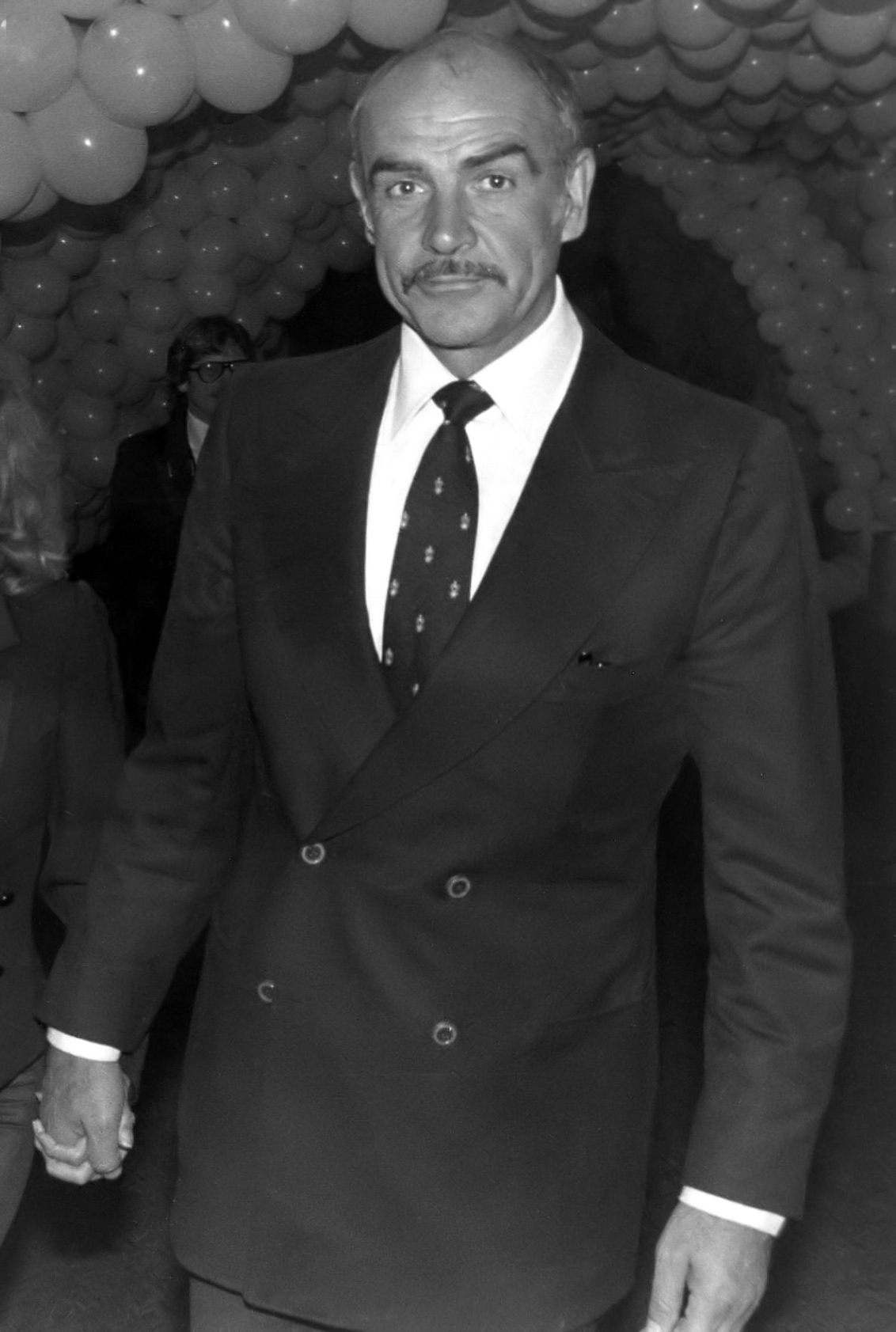
L'animatore Scott Benza ha dichiarato di essersi ispirato all'attore Sean Connery per il personaggio di Sentinel Prime

### Cast
Dai precedenti film tornano Shia LaBeouf, Josh Duhamel, Tyrese Gibson e John Turturro; Megan Fox viene sostituita da Rosie Huntington-Whiteley (già protagonista di uno spot per Victoria's Secret diretto da Michael Bay), che interpreta Carly, la nuova ragazza di Sam Witwicky; completa il cast Patrick Dempsey. Tra i personaggi minori torna Glenn Morshower nel ruolo del capo nel Networked Elements: Supporters and Transformers (NEST), oltre a John Malkovich (il datore di lavoro di Sam) e Frances McDormand nel ruolo di Charlotte Mearing, Direttore della sicurezza nazionale Statunitense.

### Autobot
- Optimus Prime - Motrice Peterbilt 379 con rimorchio.
- Ironhide - GMC Topkick C4500 pickup.
- Ratchet - Ambulanza Hummer H2.
- Bumblebee - Chevrolet Camaro 2010 fifth generation.
- Sideswipe - Chevrolet Corvette Convertible/C7.
- Sentinel Prime - Autopompa Rosenbauer Panther.
- Wheelie - Monster truck radiocomandata.
- Dino (Nome originale: Mirage). - Ferrari 458 Italia[4].
- Que (Nome originale: Wheeljack/Saetta) - Mercedes-Benz W212 (E550).
- Brains - Computer netbook Lenovo.
- Wreckers, squadra d'assalto composta da:
  - Topspin - Chevrolet Impala NASCAR 48, Jimmie Johnson armata- Blu.
  - Roadbuster - Chevrolet Impala NASCAR 88, Dale Earnhardt, Jr. armata- Verde.
  - Leadfoot - Chevrolet Impala NASCAR 42, Juan Pablo Montoya armata- Rossa.

### Decepticon
- Megatron - Semirimorchio Mack Titan modificato in stile post apocalittico.
- Starscream - F-22 Raptor.
- Shockwave - Carro armato cybertroniano (inedito).
- Soundwave - Mercedes-Benz SLS AMG.
- Laserbeak - Condor meccanico multiforme.
- Driller - Enorme Decepticon tentacolare.
- Barricade - Autopattuglia Ford Mustang Saleen S281.
- The Doctor (Nome originale: Scalpel) - Gruppo di Microscopi.
- Igor - Mini Decepticon deforme.
- Dreads, Squadra d'assalto composta da:
  - Crankcase - Chevrolet Suburban della polizia.
  - Crowbar - Chevrolet Suburban della polizia.
  - Hatchet - Chevrolet Suburban della polizia.

## Distribuzione
Il film è uscito nelle sale italiane il 29 giugno, negli Stati Uniti invece è uscito il 28 giugno 2011, ed è stato il primo film in 3D della serie.

## Produzione

### Riprese
Le riprese sono iniziate il 18 maggio e terminate ufficialmente il 9 novembre 2010. Si sono svolte a Chicago, Detroit, Florida, Gary (Indiana), Houston, Long Beach (California), Los Angeles, Milwaukee, Playa Vista Studios, Washington; si sono svolte anche in due centri aerospaziali, Lyndon B. Johnson Space Center e John F. Kennedy Space Center.
Il terzo film ha avuto un finanziamento di 195 milioni di dollari, più del primo capitolo (150 milioni di $) e meno del secondo (200 milioni di $).

### Incidenti
- Il 2 settembre 2010 sono state temporaneamente sospese le riprese ad Hammond, Indiana a causa di un incidente, un cavo di acciaio si è spezzato a causa di una saldatura malriuscita, colpendo un'auto danneggiandola, e rompendo il cranio alla conduttrice della vettura, Gabriella Cedillo, che ha dovuto affrontare un'operazione delicata al cervello[7]. Il danno ha causato problemi permanenti cerebrali lasciandola paralizzata sull'intero lato sinistro, e danni anche all'occhio della medesima parte.[8][9] La Paramount Pictures ha ammesso la responsabilità per l'incidente e coperto tutte le spese mediche della Cedillo. Tuttavia, il 5 ottobre, la famiglia ha intentato una causa con sette capi di negligenza contro la Paramount (escludendo Bay), con danni complessivi al di sopra dei 350.000 dollari[10]. Stando agli ultimi aggiornamenti, il tutto si sarebbe concluso con un accordo, secondo il quale le case di produzione, Paramount Pictures e DreamWorks dovranno versare la cifra di 18 milioni di dollari come risarcimento alla famiglia della vittima.[11]
- L'11 ottobre 2010, durante le riprese di una scena di inseguimento in strada, una macchina della polizia ha colpito la Camaro protagonista del film. I motivi della presenza del SUV non sono stati chiariti. Entrambi i poliziotti presenti nell'auto al momento dell'incidente sono rimasti illesi, ma la Camaro è stata gravemente danneggiata.[12][13]

### Finale
Nel finale originale l'offerta di tregua di Megatron appare molto più sincera: si inginocchia e afferma di essere stanco di combattere, che ordinerà a tutti i Decepticon di ritirarsi e che la guerra è finita. Optimus Prime è inizialmente scettico, ma quando Megatron gli offre di lasciarsi uccidere da Optimus come alternativa, Optimus accetta con riluttanza. 
Questo finale è stato utilizzato per la trasposizione letteraria e l'adattamento a fumetti. Mesi prima dell'uscita effettiva del film, il 5 maggio 2011, sei giorni prima dell'uscita ufficiale della versione tascabile, alcune pagine di anteprima dell'adattamento a fumetti di IDW furono trapelate da Amazon, svelando a un gran numero di fan il colpo di scena principale del tradimento di Sentinel Prime, su cui si incentrava l'intero film. La scoperta fu rapidamente pubblicata su diversi importanti siti di fan di Transformers, spesso senza alcun avviso di spoiler. La fuga di notizie convinse Michael Bay a far rispettare un ordine esecutivo, vietando qualsiasi prequel o adattamento del quarto e quinto film per evitare che un incidente simile si ripetesse. 

## Colonna sonora
La colonna sonora del film è caratterizzata, oltre che dalle musiche di accompagnamento, da undici brani di diversi artisti di livello internazionale. Questi sono stati pubblicati il 14 giugno 2011 in una compilation intitolata Transformers: Dark of the Moon – The Album:
1. Linkin Park – Iridescent
2. Paramore – Monster
3. My Chemical Romance – The Only Hope for Me Is You
4. Taking Back Sunday – Faith
5. Staind – The Bottom
6. Art of Dying – Get Thru This
7. Goo Goo Dolls – All That You Are
8. Theory of a Deadman – Head Above Water
9. Black Veil Brides – Set the World on Fire
10. Skillet – Awake & Alive (Remix)
11. Mastodon – Just Got Paid [ZZ Top cover]

Le musiche di accompagnamento sono di Steve Jablonsky:
1. Dark on the Rock
2. Sentinel Prime
3. Lost Signal
4. In Time You'll See
5. Impress Me
6. What War Destroyed, We Can Rebuild
7. Battle
8. There Is No Plan
9. We All Work for the Decepticons
10. The Fight Will Be Your Own
11. Driller
12. No Prisoners, Only Trophies
13. Ospreys
14. It's Our Fight
15. I'm Just the Messenger
16. I Promise
17. The World Needs You Now

## Fumetti
Come i due precedenti film, Transformers 3 ha un adattamento a fumetti della IDW Publishing (che detiene i diritti su concessione della Hasbro dal 2006); la storia del film è preceduta da due prequel originali, Rising Storm (ambientato nel presente, mostra l'arrivo di Shockwave sulla Terra) e Foundation (ambientato nel passato, rivela notizie su Sentinel Prime e su come cominciò la rivalità tra Optimus Prime e Megatron). Le due trame mostrano apparizioni di diversi Autobot della linea Revenge of the Fallen, oltre a Mirage e Wheeljack, che nel film saranno ribattezzati Dino e Que.

## Promozione

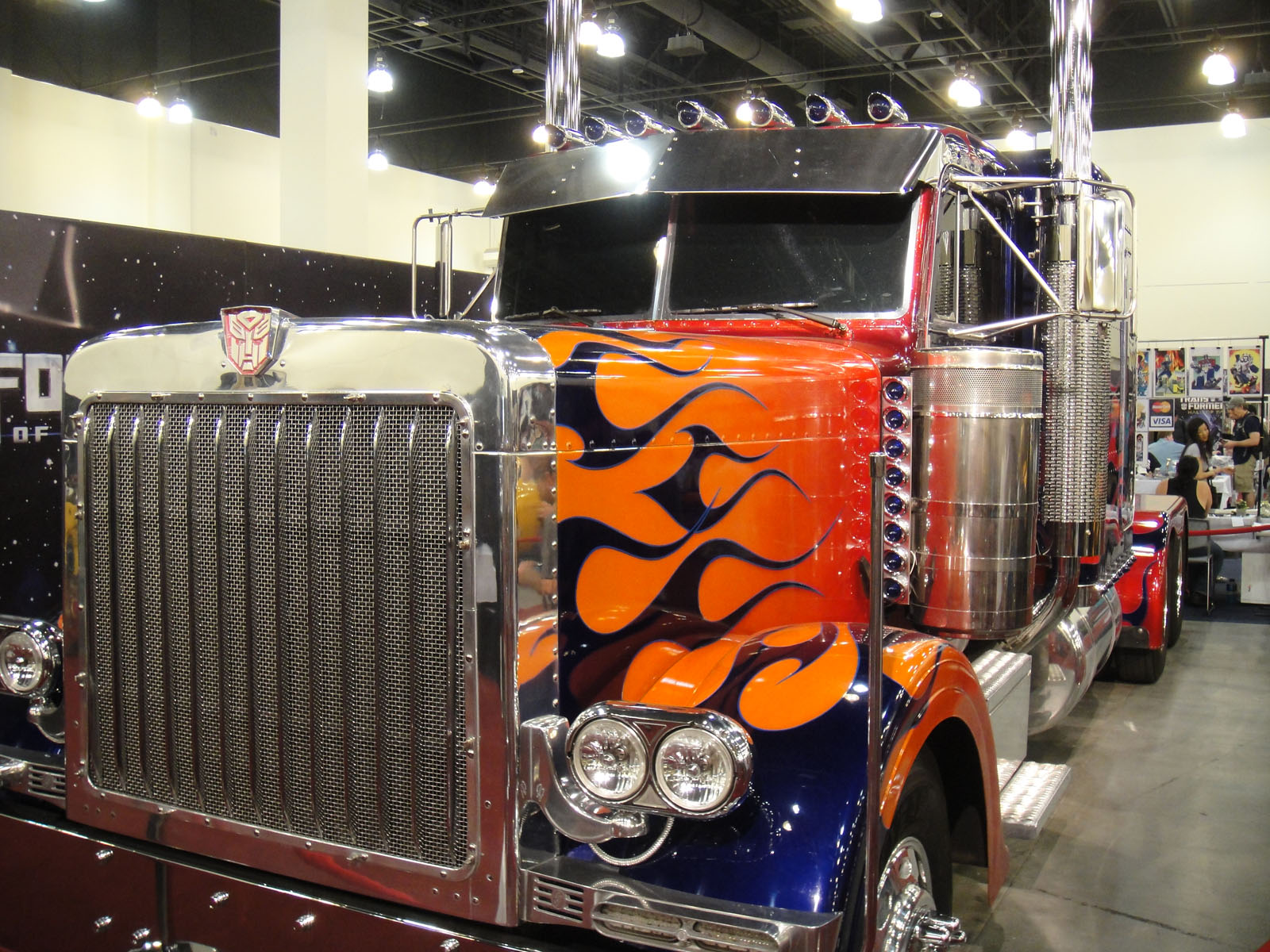
Il veicolo di Optimus Prime al Bot Con nel giugno 2011

Il primo teaser trailer del film è stato distribuito il 14 dicembre 2010, mentre Il 16 dicembre è stato distribuito quello in lingua italiana. Un altro spot pubblicitario è stato trasmesso al Super Bowl in data 7 febbraio 2010, insieme ai trailer di Thor e Captain America - Il primo Vendicatore. Il primo trailer esteso è stato pubblicato da Apple il 28 aprile 2011, mentre la versione italiana del primo trailer è stata pubblicata in esclusiva su Yahoo! dopo circa 24 ore, il 29 aprile 2011. Il primo trailer risulta essere il più visto e scaricato nella storia di iTunes, ben più di 6 milioni di visualizzazioni in un solo giorno. Giovedì 19 maggio, sempre il sito Yahoo! Movie ha pubblicato una clip di pochi minuti. Dopo una prima presentazione alla stampa americana al Paramount Teathre di Los Angeles, l'evento è stato riproposto in Italia a giugno dove sono stati presentati ad una stretta cerchia di giornalisti i primi cinque minuti del film. La prima mondiale del film si è svolta a Mosca in Russia, il 23 giugno 2011, seguito dal concerto dei Linkin Park.

## Edizione home video
Il DVD e Blu-Ray del film sono stati distribuiti a partire dal 30 settembre negli Stati Uniti, mentre in Italia sono arrivati dal 21 ottobre. Oltre il semplice DVD, è stata anche distribuita l'edizione Blu-Ray+DVD+E-Copy. Inoltre, nel dicembre 2011 è disponibile anche il cofanetto in edizione limitata, il "Big Head Edition" che include: Transformers edizione 2 dischi B.D. + Transformers 2 edizione 2 dischi BD + Transformers 3 edizione 2 dischi COMBO Blu-ray/DVD/E-Copy, più alcuni gadget. Inoltre è stato anche pubblicato il classico cofanetto della trilogia sia in Blu-Ray che in DVD, mentre per l'edizione Blu-Ray 3D è uscita nel febbraio 2012, composta da 4 dischi: 1 Blu-Ray contenente solo il film, 1 DVD contenente solo il film, 1 Blu-ray 3D contenente anche qui solo il film e 1 Blu-Ray contenente solo contenuti speciali.

## Distribuzione

### Data di uscita
1. Russia: 23 giugno 2011 (prima visione mondiale)
2. Stati Uniti: 28 giugno 2011
3. Italia: 29 giugno 2011
4. Danimarca: 29 giugno 2011
5. Regno Unito: 29 giugno 2011
6. Svizzera: 29 giugno 2011
7. Francia: 29 giugno 2011
8. Australia: 29 giugno 2011
9. Cile: 29 giugno 2011
10. Malaysia: 29 giugno 2011
11. Taiwan: 29 giugno 2011
12. Brasile: 29 giugno 2011
13. Canada: 29 giugno 2011
14. Colombia: 29 giugno 2011
15. India: 29 giugno 2011
16. Messico: 29 giugno 2011
17. Norvegia: 29 giugno 2011
18. Polonia: 29 giugno 2011
19. Panama: 30 giugno 2011
20. Ungheria: 30 giugno 2011
21. Cina: 21 luglio 2011
22. Giappone: 29 luglio 2011

### Versione 3-D
Grazie al grande successo ottenuto dalla pellicola, la Paramount Pictures decise di riportarlo al cinema solo in IMAX e solo nel territorio del Nord America dal 26 agosto all'8 settembre 2011 in ben 246 sale, tutte in 3D.

## Accoglienza

### Incassi
Solo dopo due giorni di programmazione, il film è riuscito ad incassare oltre 70 milioni di dollari in tutto il mondo. Nella prima settimana il film ha guadagnato globalmente 418 milioni di dollari, superando così il precedente, che nei primi sette giorni guadagnò 214 milioni. In totale il film ha incassato 1123794079 $ superando il secondo capitolo della saga, che aveva guadagnato 836303693 $, oltre che la soglia del miliardo, diventando così uno dei pochi film a superare questo traguardo.
È al 35º posto nella lista dei film con maggiori incassi nella storia del cinema.

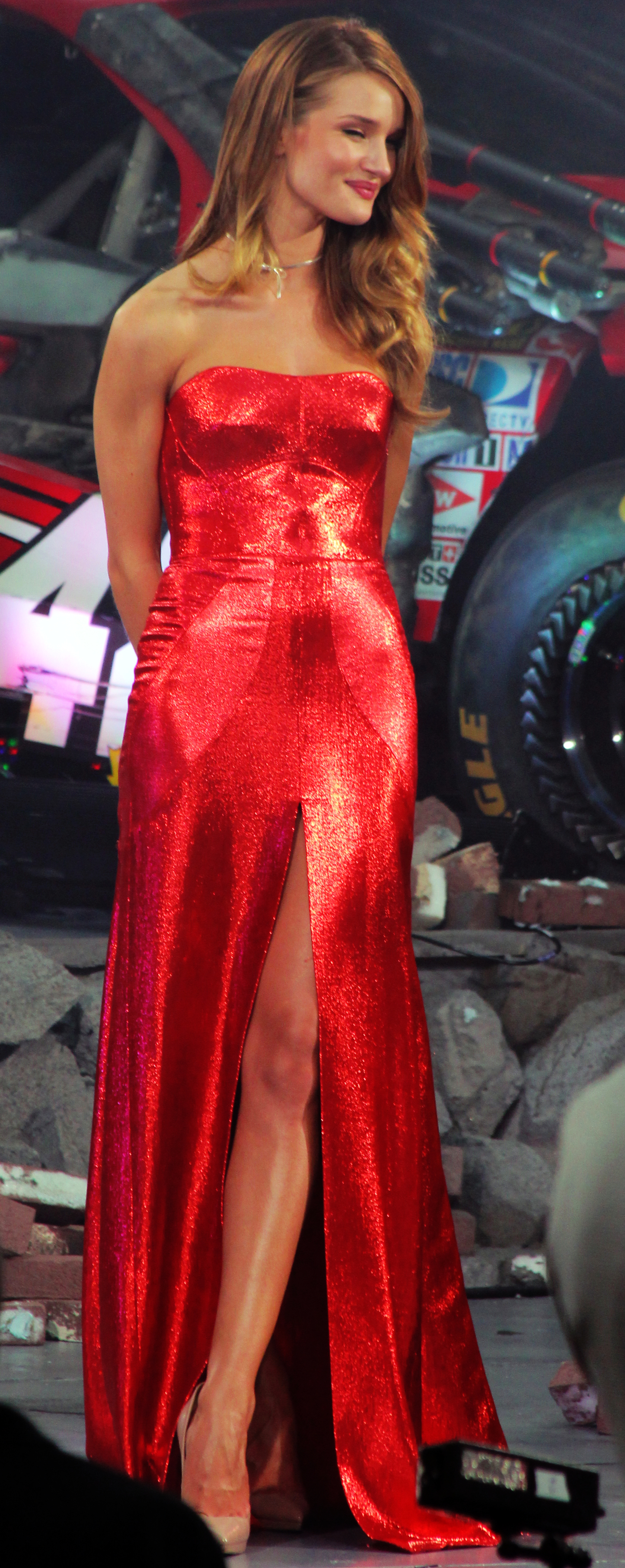
Rosie Huntington-Whiteley, che nel film interpreta Carly Spencer, ha ricevuto critiche prevalentemente negative per il suo modo di recitare

### Critica
Su Rotten Tomatoes, Transformers: Dark of the Moon registra un 35% di gradimento basato su 235 recensioni professionali, che portano a un voto medio di 4.9/10. Metacritic assegna al film 42/100 Metascore, basandosi su 37 critici e diverse recensioni.. Attualmente è il secondo film più apprezzato della saga dopo il primo capitolo.

## Riconoscimenti
- 2012 - Premi Oscar
  - Candidatura per i migliori effetti speciali
  - Candidatura per il miglior montaggio sonoro
  - Candidatura per il miglior sonoro
- 2011 - Scream Awards
  - Best 3-D Movie
- 2011 - Oklahoma Film Critics Circle Awards
  - Obviously Worst Film
- 2011 - Razzie Awards[30]
  - Candidatura per il peggior film;
  - Candidatura per il peggior attore non protagonista per Ken Jeong
  - Candidatura per il peggior attore non protagonista per Patrick Dempsey
  - Candidatura per la peggior attrice non protagonista per Rosie Huntington-Whiteley
  - Candidatura per il peggior cast d'insieme
  - Candidatura per il peggior regista per Michael Bay
  - Candidatura per la peggior coppia sullo schermo per Shia LaBeouf e Rosie Huntington-Whiteley
  - Candidatura per la peggior sceneggiatura per Ehren Kruger

## Sequel
Nel febbraio 2012 viene annunciato il sequel con Bay alla regia e nel settembre 2013 viene svelato il titolo del quarto capitolo: Transformers 4 - L'era dell'estinzione, in uscita nei cinema americani il 27 giugno 2014 mentre in quelli italiani il 16 luglio 2014.